# Ulugbek Saidov
Ulugbek Saidov (né le 6 octobre 1996 à Tachkent) est un coureur cycliste ouzbek.

## Biographie
Ulugbek Saidov est né le 6 octobre 1996 à Tachkent, capitale de l'Ouzbékistan. Diagnostiqué d'un diabète de type 1 à neuf ans, il commence ensuite le cyclisme à quinze ans dans un club de sa ville, spécialement conçu pour les cyclistes atteints de sa maladie. Dès l'année suivante, il participe à un camp d'entraînement de l'équipe Novo Nordisk, composée uniquement de coureurs diabétiques de type 1.
En 2014, il participe aux championnats du monde de Ponferrada, où il se classe 69e et dernier du contre-la-montre, à plus de huit minutes du vainqueur Lennard Kämna.
Il passe professionnel en 2019 chez Novo Nordisk, après plusieurs saisons passées dans son centre de formation.

## Palmarès
- 2018
  - Georgia State Criterium Championships (19-22 ans)

## Classements mondiaux
| Année                                 | 2019  | 2020  | 2021  | 2022  | 2023  |
| ------------------------------------- | ----- | ----- | ----- | ----- | ----- |
| Classement mondial                    | 2642e | 1174e | 1819e | 1455e | 1260e |
| UCI Asia Tour                         | 260e  | 67e   | 119e  | 115e  | 88e   |
|                                       |       |       |       |       |       |
| Légende : nc = non classéSource : UCI |       |       |       |       |       |